# Zupa fasolowa
Zupa fasolowa, fasolanka – rodzaj zupy przygotowywanej z fasoli.
Do przyrządzania tej zupy najczęściej wykorzystywana jest fasola sucha, na ogół drobnoziarnista (nic jednak nie stoi na przeszkodzie, aby zrobić tę zupę z dużej fasoli odmiany "Jaś"). Porcję fasoli trzeba namoczyć w wodzie przez kilka lub kilkanaście godzin, zalewając ją wrzątkiem (np. wieczorem przed dniem przyrządzenia zupy), a pozostałą po namoczeniu wodę odlać. Następnie wlać świeżej wody, dodać mięso (np. żeberka) i np. liść laurowy; gotować przez około 2 godziny na niewielkim ogniu. Po upływie tego czasu żeberka należy wyjąć, oddzielić kości od mięsa (do wykorzystania później), do gotowanej fasoli dodać warzyw (np. marchew, podsmażoną osobno cebulę,  roztarty z solą czosnek, posiekaną paprykę, pomidor) i gotować dalej, aż fasola całkiem zmięknie. Na koniec dodać oddzielone od żeberek mięso, przyprawy, ewentualnie śmietany.
Tradycyjną aromatyczną przyprawą do zupy fasolowej jest majeranek, który należy rozetrzeć w dłoniach i posypać zupę nalaną już na talerz, tuż przed podaniem do spożycia.
Zupę fasolową można także przygotować ze świeżej fasoli, wówczas nie wymaga wielogodzinnego namaczania. Zamiast żeberek można wykorzystać boczek lub inną wędlinę, a samą zupę można zagęścić przez dodanie zasmażki.